# Get Your Heart On!
Get Your Heart On! es el cuarto álbum de estudio de la banda canadiense Simple Plan. El álbum se lanzó el 21 de junio de 2011 bajo el sello Atlantic Records. El título del álbum fue anunciado el 26 de abril de 2011 a través de un vídeo en su página oficial. Anteriormente al lanzamiento del álbum, la banda comenzó a tocar la canción «You Suck at Love», en vivo durante Bamboozle Roadshow Tour en junio de 2010, y la canción se especuló como el primer sencillo del álbum. La banda luego lanzó «Can't Keep My Hands Off You» como sencillo promocional el 31 de marzo de 2011, con el artista invitado Rivers Cuomo de Weezer. El primer sencillo oficial, «Jet Lag», fue lanzado el 25 de abril de 2011, y en el aparece la cantante británica Natasha Bedingfield, aunque hay otra versión grabada en francés y aparece como invitada Marie-Mai. El siguiente sencillo promocional de la banda fue «Astronaut» que se lanzó el 19 de septiembre en su página oficial.

## Escritura y grabación
Antes de cualquier información específica se dijo que dos demos del álbum, «Famous for Nothing» y «Just Around the Corner» se habían filtrado. Se anunció por la banda que «Just Around the Corner» no sería parte de su próximo álbum. Cuando la lista de canciones del álbum fue anunciada, se confirmó que ninguna de las canciones estarían en el álbum. El 28 de febrero de 2011, Pierre lanzó en la página de la banda una canción acústica llamada «Twitter Song», ya que había llegado a los 90 000 seguidores en Twitter.

## Lanzamiento y promoción
Anteriormente al lanzamiento del álbum, la banda comenzó a tocar la canción «You Suck at Love» en vivo durante Bamboozle Roadshow Tour en junio de 2010 y el 11 de febrero de 2011, la banda lanzó una parte previa de la versión en estudio de la canción en su página web y en la página de YouTube, la canción fue especulada a ser el primer sencillo del álbum. El 30 de marzo, la banda anunció que estarían grabando los videos de las canciones «Can't Keep My Hands Off You», y «Astronaut».
Simple Plan lanzó 31 de marzo «Can't Keep My Hands Off You» en su página web y en YouTube. En la canción aparece como estrella invitada Rivers Cuomo de Weezer. El 4 de abril, fue lanzado un vídeo detrás de escenas en su página. La canción fue lanzada como sencillo en iTunes el 19 de abril. Esta misma canción forma parte del soundtrack de la película de Disney Prom. Al día siguiente, el 20 de abril, el vídeo musical de la canción se estrenó en su página y en YouTube. Rivers Cuomo no aparece en el vídeo. 
Aunque fue lanzado como sencillo en iTunes, «Can't Keep My Hands Off You» fue sólo un sencillo promocional, ya que el primer sencillo oficial es «Jet Lag», lanzado el 25 de abril de 2011, y aparece la cantante británica de pop Natasha Bedingfield, aunque hay otra versión en francés, grabada con la cantante francocanadiense Marie-Mai.
El 16 de mayo, el vídeo musical para la versión francesa de «Jet Lag» con Marie-Mai fue lanzado en la página de YouTube de la banda. El 17 de mayo, la banda anunció que los fanes que preordenaran Get Your Heart On!, Ultimate o Premium tendría una descarga de la canción «Loser of the Year» el 20 de mayo. Tres canciones fueron lanzadas para aquellos que pre-ordenaron, incluyendo «You Suck at Love», «Loser of the Year» y «Freaking Me Out» (con Alex Gaskarth de All Time Low). El álbum fue filtrado completo a YouTube días antes del lanzamiento. La causa fue debido a los fanes que habían pre-ordenado, subiendo las canciones exclusivas, haciendo el álbum disponible para que otros fanes escuchasen, ya sea sí habían preordenado o no.

## Recepción

### Crítica
Tras su lanzamiento, el álbum recibió críticas mixtas de la mayoría de los críticos, basado en una puntuación de Metacritic.  El crítico Joe DeAndrea del sitio web AbsolutePunk le dio una puntuación de 74% y lo definió como una mezcla híbrida entre pop punk y hip hop, también comentó: «La verdad del asunto es que, el nuevo álbum de Simple Plan, Get Your Heart On! es el mejor álbum de su carrera, y uno de los mejores en el género de lo que va de 2011».
Andrew Leahey dijo que "Get Your Heart On! se las arregla para sonar joven de corazón sin hacer la mayoría de los errores que los álbumes de los grupos más jóvenes hacen. Leahey lo calificó como «melódico como el debut del grupo». 
Davey Boy de Sputnikmusic fue más negativo, diciendo que «el principal problema es que el momento es demasiado a menudo obstaculizado por un relleno suave, simple y poco memorable». Berusse Perusse de The Gazette comentó que «Con su cuarto álbum, Simple Plan ahora suena como una fábrica de éxitos ready-made».
El sitio web Ultimateguitar también le dio una buena revisión y dijo: «Este álbum es diferente de sus anteriores discos. ¿Quién puede olvidar los riffs frescos, estribillos pegadizos y divertidos que No Pads, No Helmets... Just Balls dio al mundo? Este álbum tuvo unas pocas canciones divertidas, pero sobre todo mostró una madurez de Simple Plan».

### Comercial
En Canadá, el álbum debutó en el número dos en Canadian Albums Chart vendiendo 13 000 copias en su primera semana, detrás de Adele, cuyo álbum 21 llegó al número uno con 15 000 copias.

## Lista de canciones
La lista de canciones fue anunciada en su página oficial el 29 de abril de 2011.
Todas las canciones fueron escritas por Pierre Bouvier y Chuck Comeau, salvo que se indique lo contrario.

| N.º | Título                                           | Duración |  |
| 1.  | «You Suck At Love»                               | 3:11     |  |
| 2.  | «Can't Keep My Hands Off You» (con Rivers Cuomo) | 3:21     |  |
| 3.  | «Jet Lag» (con Natasha Bedingfield)              | 3:25     |  |
| 4.  | «Astronaut»                                      | 3:31     |  |
| 5.  | «Loser Of the Year»                              | 3:26     |  |
| 6.  | «Anywhere Else But Here»                         | 3:43     |  |
| 7.  | «Freaking Me Out» (con Alex Gaskarth)            | 3:06     |  |
| 8.  | «Summer Paradise»                                | 3:55     |  |
| 9.  | «Gone Too Soon»                                  | 3:15     |  |
| 10. | «Last One Standing»                              | 3:27     |  |
| 11. | «This Song Saved My Life»                        | 3:12     |  |

Edición Deluxe en iTunes, Bonus Tracks
| N.º | Título | Duración |  |
| 12. | «Jet Lag» (con Marie-Mai (Nótese que esta versión de la canción también está disponible en formato normal para los territorios franceses) | 3:23     |  |
| 13. | «Never Should Have Let You Go» | 4:23     |  |
| 14. | «Loser of The Year» (Versión Acústica) | 3:50     |  |

## Listas musicales
| País              | Lista (2011)              | Posición |
| ----------------- | ------------------------- | -------- |
| Australia         | Australia Albumes Chart   | 13       |
| Australia         | Australian Digital Albums | 13       |
| Austria           | Austrian Albums Chart     | 22       |
| Bélgica (Flandes) | Belgium Albums Chart      | 75       |
| Bélgica (Valonia) | Belgium Albums Chart      | 34       |
| España            | Spanish Albums Chart      | 17       |
| Estados Unidos    | Billboard 200             | 52       |
| Estados Unidos    | Alternative Albums        | 10       |
| Estados Unidos    | Rock Albums               | 14       |
| Francia           | French Albums Chart       | 6        |
| Italia            | Italian Albums Chart      | 92       |
| Japón             | Japanese Albums Chart     | 7        |
| México            | Mexican Albums Chart      | 15       |
| Países Bajos      | Dutch Albums Chart        | 36       |
| Reino Unido       | UK Albums Chart           | 71       |
| Reino Unido       | UK Rock Albums            | 5        |
| República Checa   | Czech Albums Chart        | 30       |
| Suecia            | Swedish Albums Chart      | 50       |
| Suiza             | Swiss Albums Chart        | 7        |

## Personal

### Músicos
| Simple Plan - Pierre Bouvier – voz principal - Chuck Comeau – batería - Jeff Stinco – guitarra - Sebastien Lefebvre – guitarra, coros - David Desrosiers – bajo, coros | Músicos invitados - Rivers Cuomo - voz en "Can't Keep My Hands Off You" - Natasha Bedingfield - voz en "Jet Lag" - K'naan - voz en "Summer Paradise" - Alex Gaskarth - voz en "Freaking Me Out" - Marie-Mai - voz en "Jet Lag" (Versión Francesa) |

### Producción
- Brian Howes – producción

## Historia de lanzamiento
| Fecha               | País            |
| ------------------- | --------------- |
| 17 de junio de 2011 | Australia       |
| 17 de junio de 2011 | Bélgica         |
| 17 de junio de 2011 | Países Bajos    |
| 17 de junio de 2011 | Irlanda         |
| 17 de junio de 2011 | Noruega         |
| 17 de junio de 2011 | Holanda         |
| 21 de junio de 2011 | Canadá          |
| 21 de junio de 2011 | Estados Unidos  |
| 21 de junio de 2011 | Dinamarca       |
| 21 de junio de 2011 | Italia          |
| 21 de junio de 2011 | España          |
| 21 de junio de 2011 | Argentina       |
| 21 de junio de 2011 | Uruguay         |
| 21 de junio de 2011 | Brasil          |
| 21 de junio de 2011 | Chile           |
| 21 de junio de 2011 | México          |
| 21 de junio de 2011 | India           |
| 21 de junio de 2011 | Malasia         |
| 21 de junio de 2011 | Singapur        |
| 21 de junio de 2011 | Grecia          |
| 21 de junio de 2011 | Hong Kong       |
| 22 de junio de 2011 | Japón           |
| 22 de junio de 2011 | Suecia          |
| 22 de junio de 2011 | Finlandia       |
| 23 de junio de 2011 | Tailandia       |
| 24 de junio de 2011 | Austria         |
| 24 de junio de 2011 | Alemania        |
| 24 de junio de 2011 | República Checa |
| 24 de junio de 2011 | Suiza           |
| 24 de junio de 2011 | Polonia         |
| 24 de junio de 2011 | Hungría         |